# Гольбейн, Ганс (Старший)
Ганс Гольбейн Старший, также Ханс Хольбайн Старший (нем. Hans Holbein der Ältere, 1465, Аугсбург — 1524, Базель или Изенгейм) — немецкий рисовальщик, живописец и гравёр, старший представитель художественной семьи Гольбейнов, мастеров эпохи Северного Возрождения и Реформации.

## Биография
Ганс Гольбейн считался самым значительным живописцем Швабии начала XVI века. Учился у отца, ювелира (?) или кожевника Михаэля Гольбейна, жившего в Аугсбурге с 1464 года, и Анны Майр. У него был брат Зигмунд (? —1540). Известны сыновья Ганса Гольбейна Старшего: Амброзиус и Ганс Гольбейн Младший.
Гольбейн Старший осваивал ремесло живописи в Аугсбурге и на Верхнем Рейне, эмигрировал в Кёльн и, возможно, был в Нидерландах, что объясняет в его картинах признаки влияния произведений Рогира ван дер Вейдена и Ханса Мемлинга.
Вполне возможно, что он учился в мастерской выдающегося художника Мартина Шонгауэра, и некоторые авторитеты утверждают, что он женился на дочери гравёра и художника Брикмаера (фон Стеттона). В 1499 году он был зарегистрирован среди граждан Ульма; в 1501 году обосновался во Франкфурте, а впоследствии жил и писал картины в Базеле и Эльзасе. Эти странствия могли быть вызваны финансовыми затруднениями, поскольку он всю жизнь был беден и имел долги.
Около 1493 года он поселился в Аугсбурге, где стал главой местных живописцев и жил там до периода 1514—1517 годов (однако в документах 1493 и 1499 годов он упоминается как гражданин Ульма). С 1500 года он путешествовал по Германии. В его аугсбургской мастерской учились его сыновья и такие крупные художники как Йорг Брей, Ханс Бургкмайр, Ханс Вертингер. С ним сотрудничал ювелир Йорг Зельд.

## Творчество
Ганс Гольбейн Старший работал в период заката поздней интернациональной готики, его творчество знаменует собой переход к живописи эпохи Северного Возрождения в Германии. В его ранних произведениях заметно влияние фламандской школы, а также Мартина Шонгауэра. В позднейших — воздействие произведений художников итальянского Возрождения. Некоторые его работы ранее приписывали юношескому периоду его более знаменитого сына: Ганса Гольбейна Младшего.
Произведения художника включают алтарные картины, портреты, рисунки витражей. Сохранились также альбомы его рисунков. В Ульме (Баден-Вюртемберг) в 1493 году он работал со скульптором Михелем Эрхартом и тем самым оказал определённое влияние на Ульмскую художественную школу.
К началу второго этапа его творчества (примерно до 1509 года) относятся алтарные картины для аугсбургских базилик. Затем последовал «Франкфуртский доминиканский алтарь» (ок. 1500), выполненный совместно с братом Зигмундом и с Леонардом Беком и другие подобные работы. Боковые створки алтаря Святой Одиллии в Хоэнбурге в Эльзасе относятся к последнему этапу его творческой деятельности. В них ощущается влияние достижений итальянского Возрождения. «Себастьянский алтарь» (Sebastiansaltar) 1516 года (важные части которого долгое время приписывались его сыну Гансу Гольбейну Младшему) и «Фонтан Жизни» (Lebensbrunnen, 1519, в Лиссабоне) являются последними из известных нам картин Гольбейна.
Аугсбург, город в котором много приходилось жить и работать художнику, находился на перекрёстке путей между Германией и Италией, и Гольбейн, в полной мере использовал это положение. Он был одним из первых, кто стал писать в алтарных композициях пейзажный фон ренессансного типа и архитектурный декор. Так Гольбейн Старший стал преобразователем немецкого искусства. Однако главным городом для отца и сына Гольбейнов, всё же стал швейцарский Базель — в то время один из «главных интеллектуальных центров в германских землях», город знаменитого университета, книгопечатания и издательского дела.

## Галерея

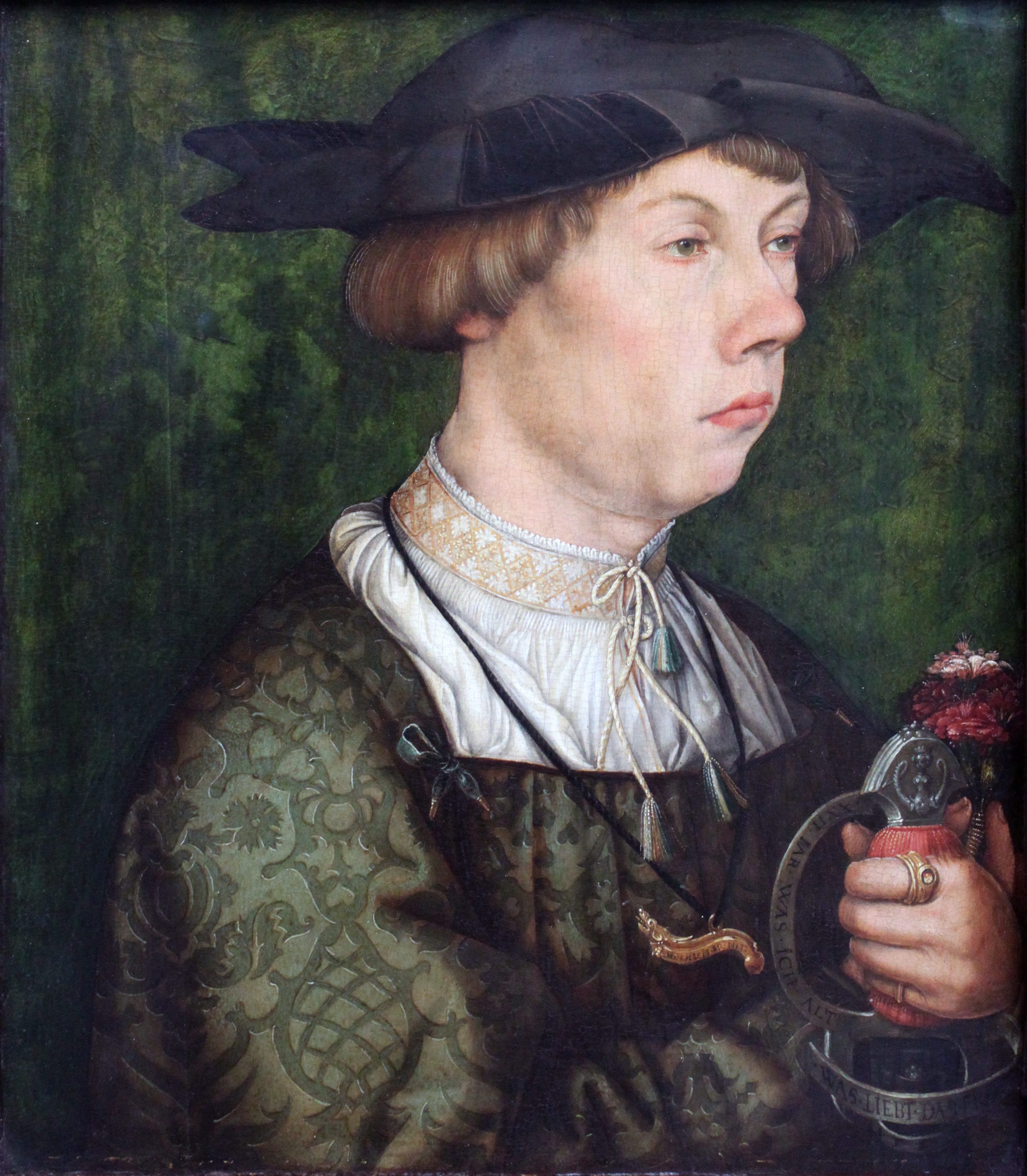
Старший представитель аугсбургской семьи Вайс. 1522. Дерево, темпера, масло. Штеделевский художественный институт, Франкфурт-на-Майне
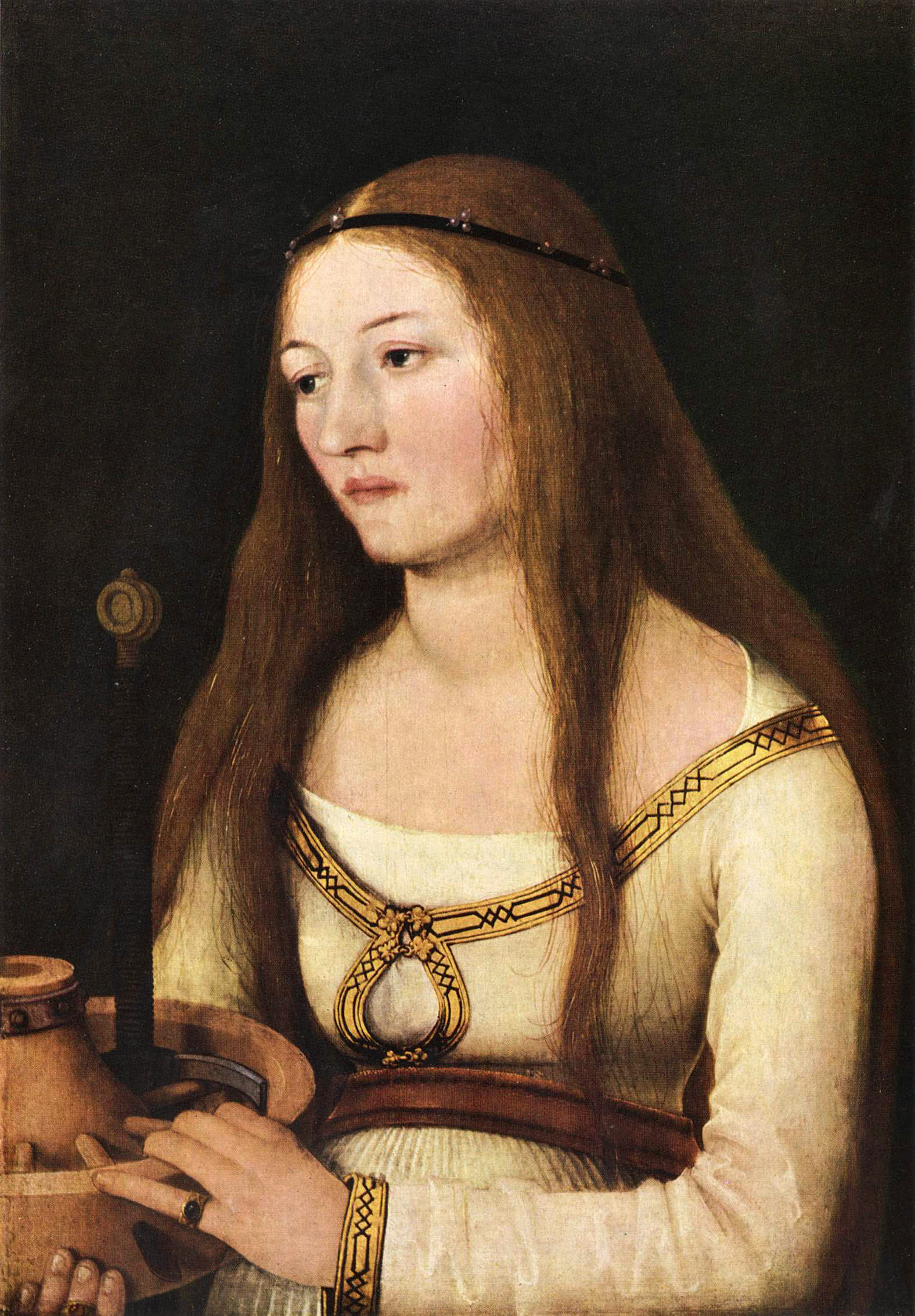
Женский портрет. 1509–1510. Дерево, темпера. Дворец Фриденштайн, Гота
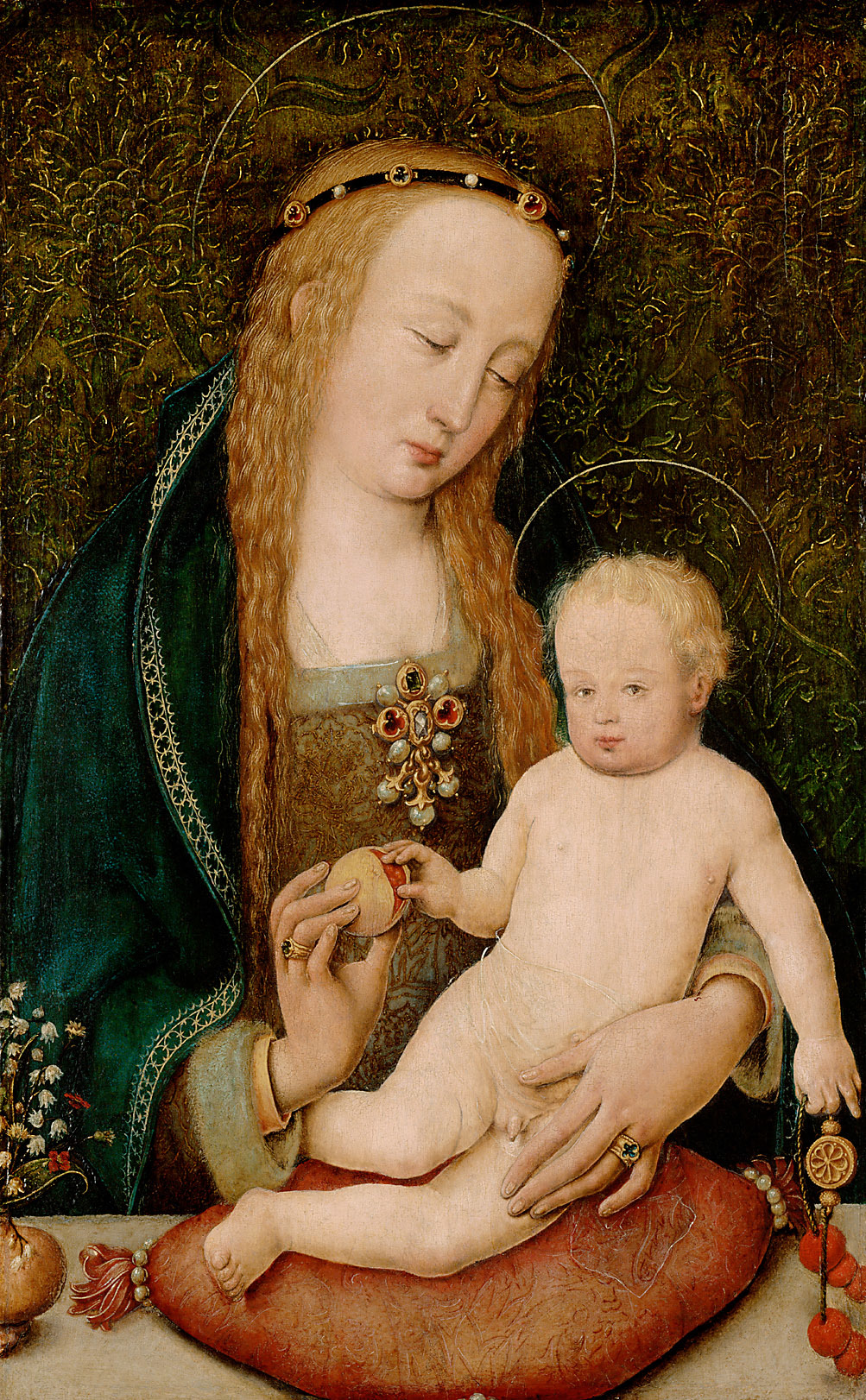
Мария с гранатом. Между 1510 и 1512. Дерево, масло. Музей истории искусств, Вена
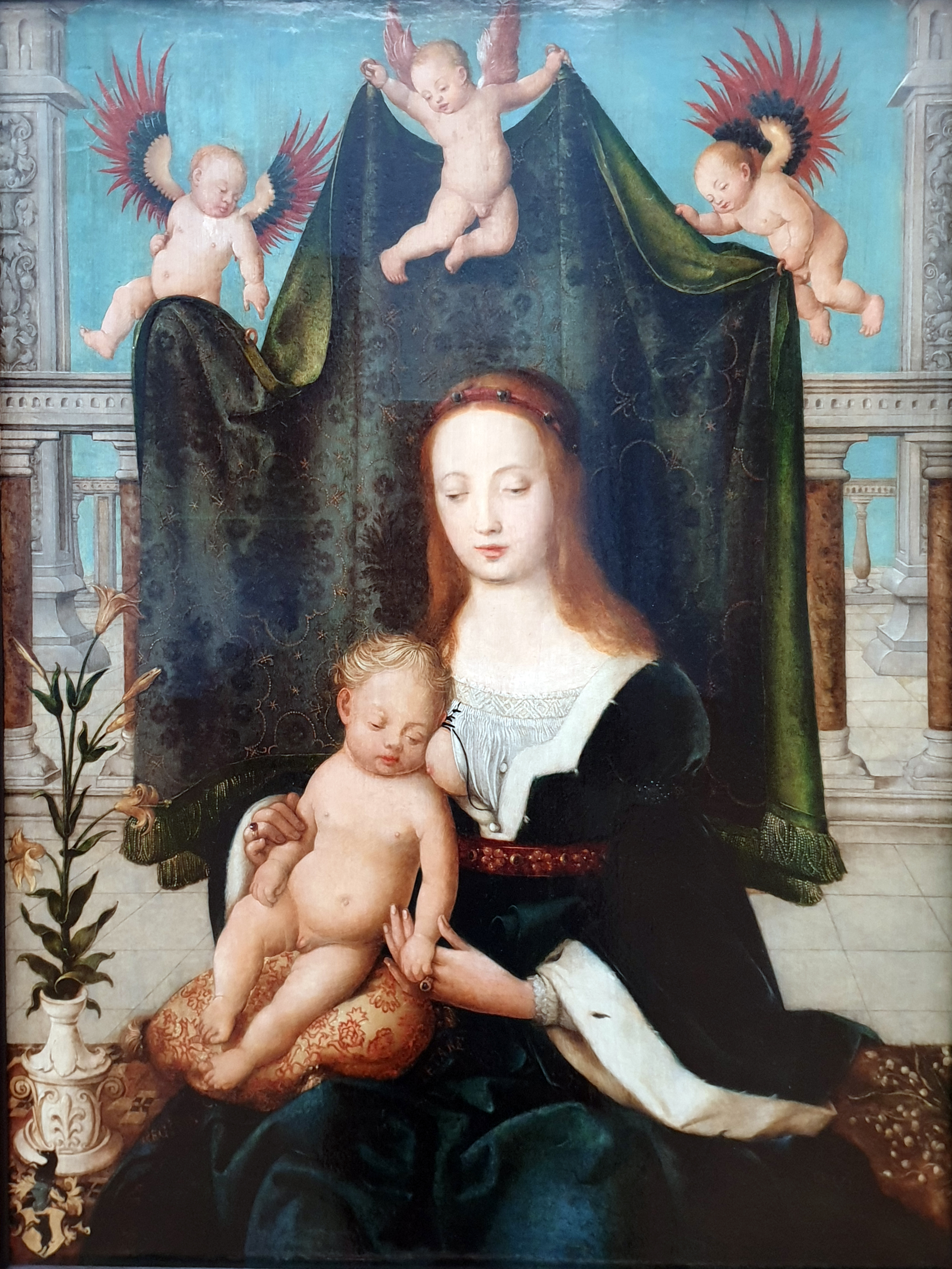
Мария со спящим Младенцем. 1520. Дерево, масло. Берлинская картинная галерея
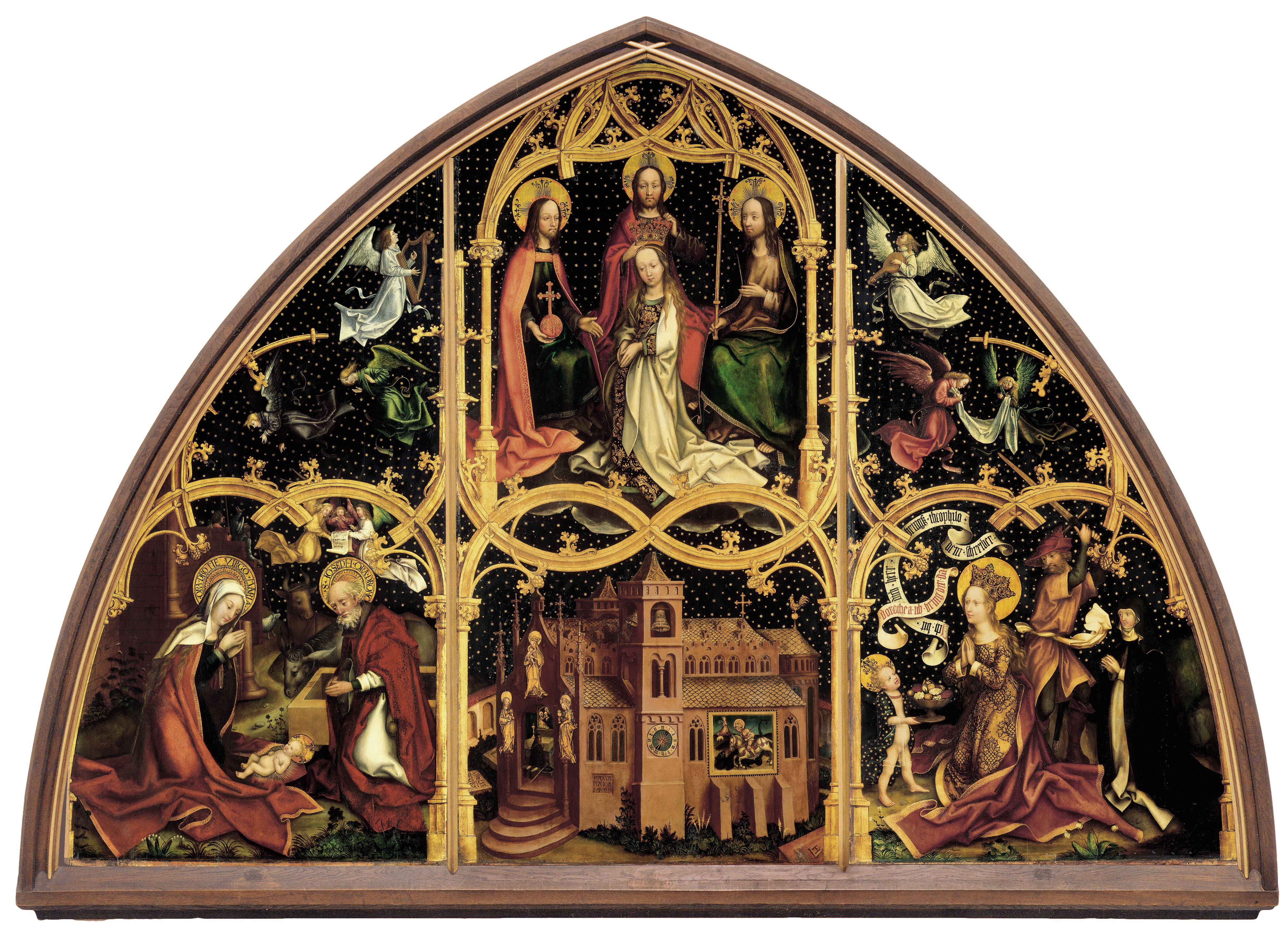
Коронование Девы, Рождество, Святой Георгий побеждает дракона и другие сюжеты. 1499. Дерево, темпера, масло. Алтарь базилики Санта-Мария-Маджоре, Аугсбург
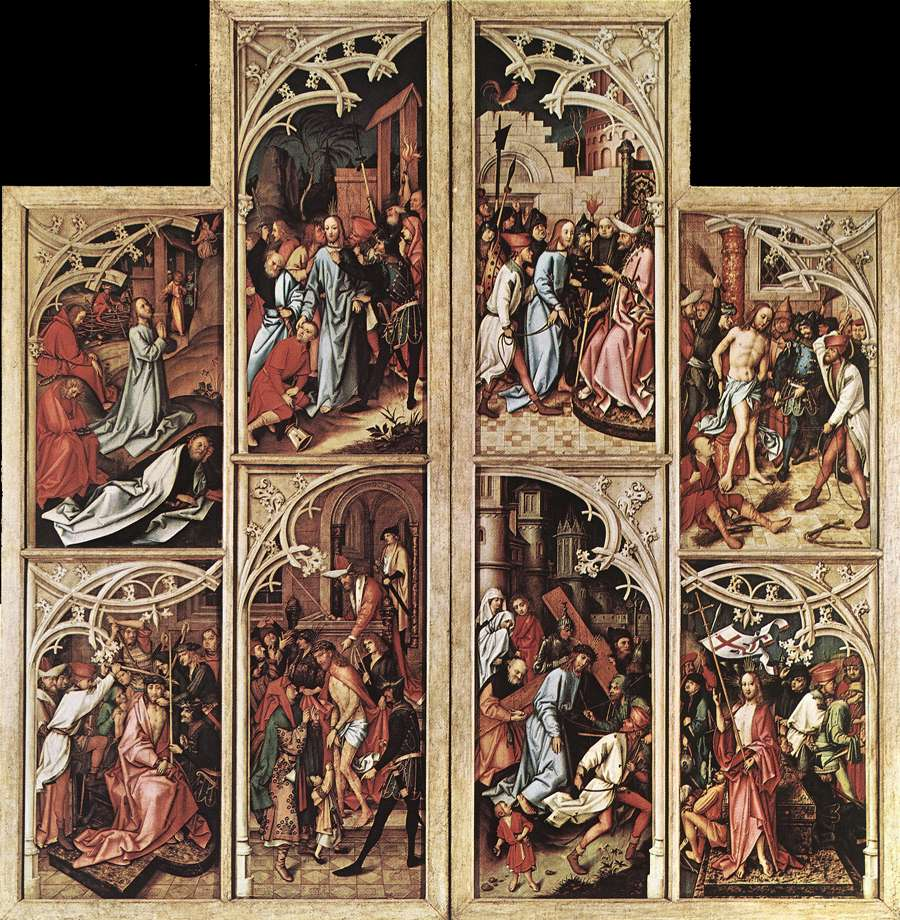
Алтарь Кайзхайм. 1502. Дерево, масло. Старая Пинакотека, Мюнхен
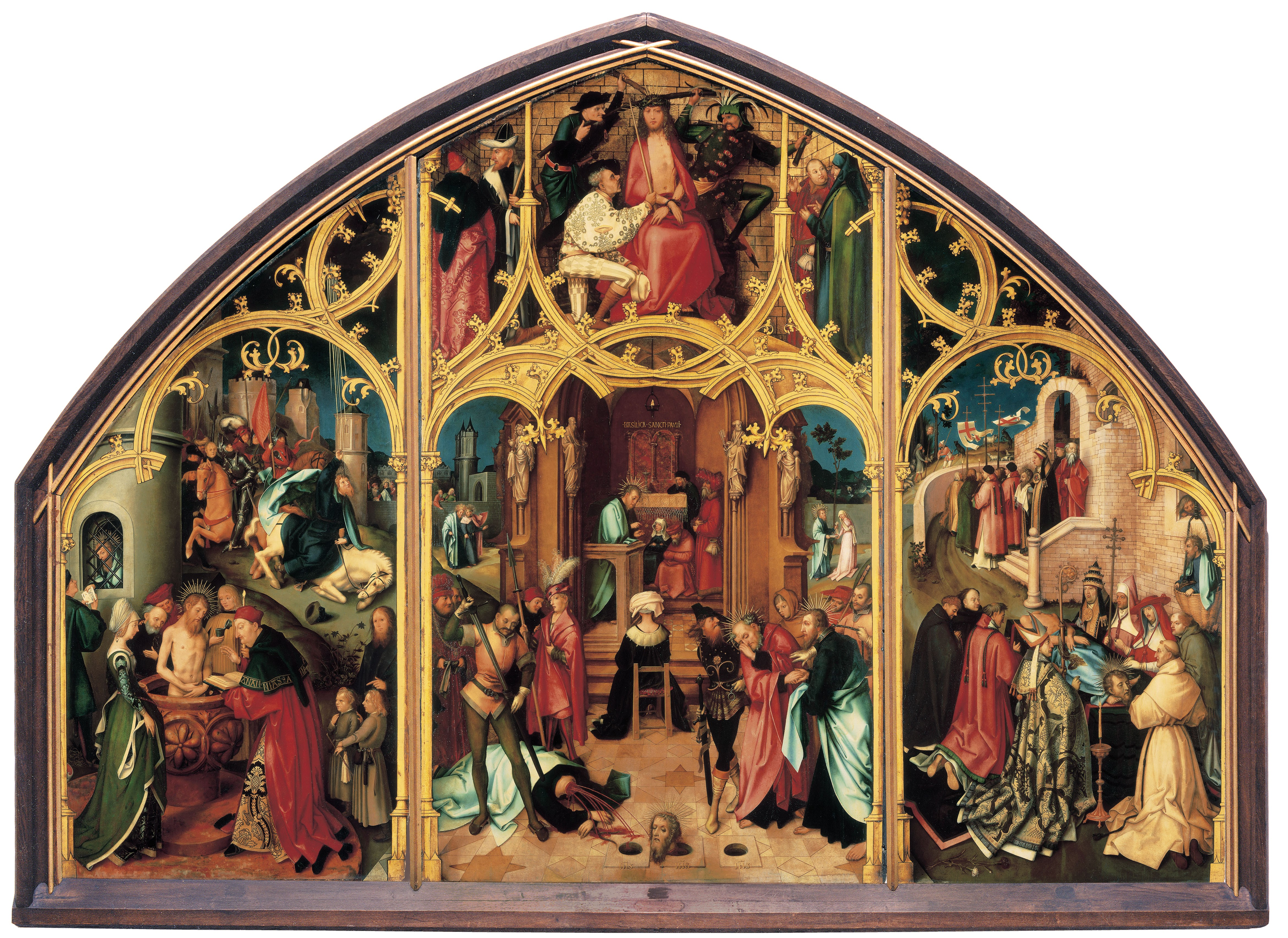
Алтарь базилики Сан-Паоло-фуори-ле-мура. Аугсбург. 1504. Дерево, масло. Баварские государственные собрания картин, Аугсбург
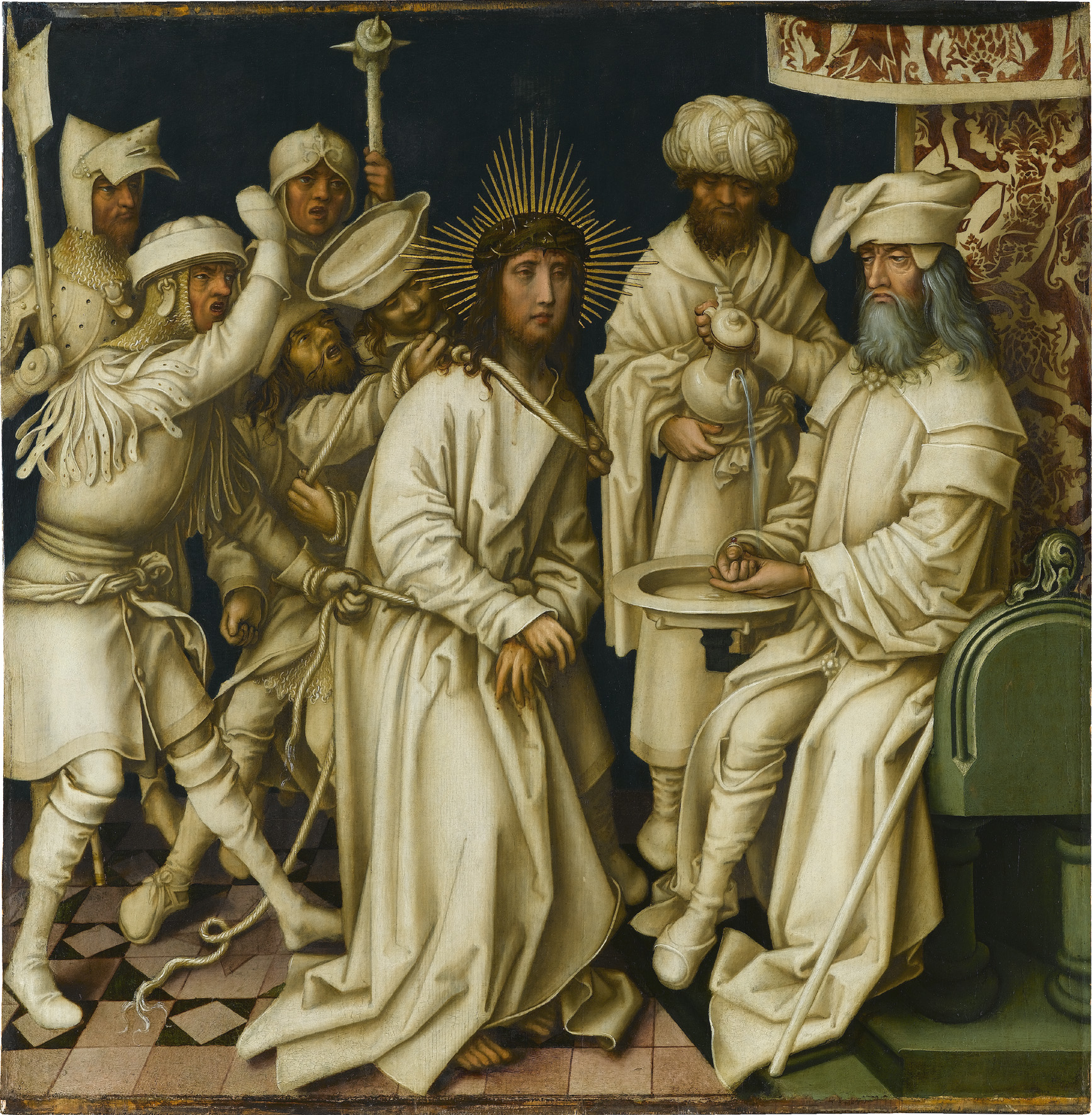
Понтий Пилат умывает руки. Деталь цикла «Серые Страсти Христа». Между 1494 и 1500. Дерево, масло. Картинная галерея, Штутгарт
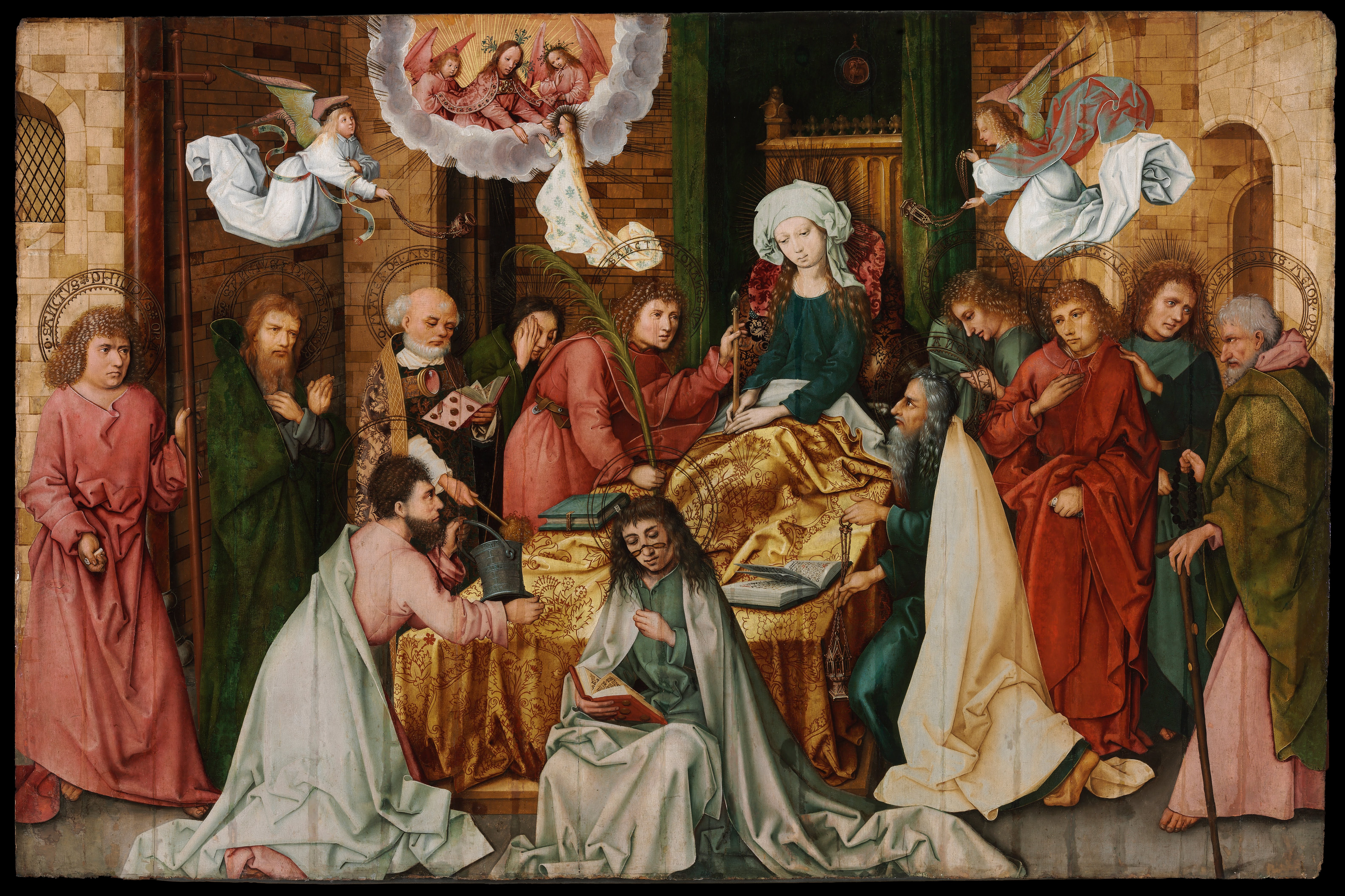
Смерть Марии. 1491—1492. Дерево, масло. Музей изобразительных искусств, Зугло, Венгрия